# Таганай (женский футбольный клуб)
«Таганай» — ранее существовавший российский женский футбольный клуб из города Златоуст. Команда Златоустовского машиностроительного завода, выступала в Чемпионатах СССР.
Первый состав команды (1987): Э.Алабугина, Г.Асаева, Э.Ахатова, И.Максимова, И.Иванова, Е.Лузина, Н.Пестова, В.Соколова, Л.Шангурова, Э.Юмачужина, В.Якушева.

## Турниры
Всесоюзные турниры на призы еженедельника «Собеседник»
- 1987 — 5-е место из 8

| Сезон                                | Команда                              | Дивизион                             | Место                                | И  | В | Н | П  | РМ    | О  | Кубок         | Источник    |
| ------------------------------------ | ------------------------------------ | ------------------------------------ | ------------------------------------ | -- | - | - | -- | ----- | -- | ------------- | ----------- |
| 1990                                 | «Булат»                              | Первая лига СССР. зона 1             | 12 из 12                             | 22 | 4 | 4 | 14 | 9—36  | 12 | не проводился | [ 3 ] [ 4 ] |
| 1991                                 | «Таганай»                            | Первая лига СССР. зона 4             | 5 из 8                               | 14 | 5 | 3 | 6  | 18—23 | 13 | 1 ОТ          | [ 3 ] [ 5 ] |
| Итого за 2 сезона в первой лиге СССР | Итого за 2 сезона в первой лиге СССР | Итого за 2 сезона в первой лиге СССР | Итого за 2 сезона в первой лиге СССР | 36 | 9 | 7 | 20 | 27—59 | —  | —             | —           |

## Известные игроки
- Ольга Кремлева (1991)[1] — впоследствии игрок сборной России и чемпион России.
- Жанна Мяделко (1991)[1] — основной игрок клуба «Волжанка» на протяжении 10 сезонов.